# شاهک لکه‌سرخ
شاهک لکه‌سرخ (نام علمی: Dophla evelina) نام یک گونه از سرده دوفلا است.